# Гренвиль, Патрик
Патри́к Гренви́ль (фр. Patrick Grainville; род. 1 июня 1947, Виллер-сюр-Мер) — французский прозаик, член Французской академии с 2018 года.

## Биография
Родился 1 июня 1947 года в Виллер-сюр-Мер. Преподаватель французского языка в лицее имени Эвариста Галуа (Сартрувиль), литературный критик в еженедельном приложении к газете «Le Figaro» — «Le Figaro littéraire» и писатель, в 29 лет стал лауреатом Гонкуровской премии 1976 года за роман «Пылающие».
В 2012 году удостоен Большой литературной премии Поля Морана.
8 марта 2018 года избран во Французскую академию на место, остававшееся вакантным после смерти Алена Деко.

## Основные труды

### Романы
- La Toison (1972)
- La Lisière (1973)
- L’Abîme (1974)
- Пылающие / Les Flamboyants (1976) — prix Goncourt
- La Diane rousse (1978)
- Le Dernier Viking (1980)
- L’Ombre de la bête (1981)
- Les Forteresses noires (1982)
- La Caverne céleste (1984)
- Le Paradis des orages (1986)
- L’Atelier du peintre (1988)
- L’Orgie, la Neige (1990) — prix Guillaume-le-Conquérant
- Colère (1992)
- Les Anges et les Faucons (1994)
- Le Lien (1996)
- Le Tyran éternel (1998)
- Le Jour de la fin du monde, une femme me cache (2000)
- L’Atlantique et les Amants (2002)
- La Joie d’Aurélie (2004)
- La Main blessée (2006)
- Lumière du rat (2008) — Grand prix de littérature de la SGDL[фр.]
- Le Baiser de la pieuvre (2010)
- Le Corps immense du président Mao (2011)
- Bison (2014) — Grand prix Palatine du roman historique
- Le Démon de la vie (2016)
- Falaise des fous (2018)
- Les Yeux de Milos (2021)